# What You Don't See
What You Don't See è il secondo album in studio del gruppo musicale statunitense The Story So Far, pubblicato nel 2013.

## Tracce
1. Things I Can't Change – 2:52
2. Stifled – 2:12
3. Small Talk – 2:43
4. Playing the Victim – 2:50
5. Right Here – 2:35
6. Empty Space – 2:29
7. The Glass – 2:47
8. All Wrong – 3:02
9. Bad Luck – 2:21
10. Face Value – 2:52
11. Framework – 3:08

Durata totale: 29:51

## Formazione
Formazione come da libretto.
The Story So Far
- Kelen Capener – basso
- Parker Cannon – voce
- Kevin Geyer – chitarra
- Ryan Torf – batteria, percussioni
- William Levy – chitarra

Produzione
- Sam Pura – ingegneria del suono, produzione, missaggio
- Steve Klein – produzione
- Donald Scully – assistenza all'ingegneria del suono, assistenza al missaggio
- Jonathan Rego – assistenza all'ingegneria del suono, assistenza al missaggio
- Brian "Big Bass" Gardner – mastering
- Jordan Pundik – illustrazioni
- Cyrus Balooki – layout